# Microiulus laetedorsalis
Microiulus laetedorsalis är en mångfotingart som först beskrevs av Karl Wilhelm Verhoeff 1898.  Microiulus laetedorsalis ingår i släktet Microiulus och familjen kejsardubbelfotingar. Inga underarter finns listade i Catalogue of Life.